# Мадисон (округ, Иллинойс)
Ма́дисон (англ. Madison County) — округ в штате Иллинойс, США. Был образован 14 сентября 1812 года. По состоянию на 2010 год, численность населения составляла 269 282 человека. Получил своё название в честь четвёртого президента США Джеймса Мэдисона.

## География
По данным Бюро переписи США, общая площадь округа равняется 1 918 км², из которых 1 853 км² — суша, и 65 км², или 3,37 % — это водоёмы.

### Соседние округа
- Бонд (Иллинойс) — восток
- Клинтон (Иллинойс) — юго-восток
- Джерси (Иллинойс) — северо-запад
- Макупин (Иллинойс) — север
- Монтгомери (Иллинойс) — северо-восток
- Сент-Чарльз (Миссури) — северо-запад
- Сент-Клэр (Иллинойс) — юг
- город Сент-Луис (Миссури) — запад1
- Сент-Луис (Миссури) — запад

1Независимый город, который не является частью какого-либо округа

## Демография
По данным переписи населения 2000 года в округе проживает 258 941 житель в составе 101 953 домашних хозяйств и 70 041 семьи. Плотность населения составляет 138 человек на км². На территории округа насчитывается 108 942 жилых строения, при плотности застройки 58 строений на км². Расовый состав населения: белые — 90,23 %, афроамериканцы — 7,31 %, коренные американцы (индейцы) — 0,27 %, азиаты — 0,60 %, гавайцы — 0,02 %, представители других рас — 0,49 %, представители двух или более рас — 1,08 %. Испаноязычные составляли 1,52 % населения.
В составе 32,20 % из общего числа домашних хозяйств проживают дети в возрасте до 18 лет, 53,00 % домашних хозяйств представляют собой супружеские пары, проживающие вместе, 11,80 % домашних хозяйств представляют собой одиноких женщин без супруга, 31,30 % домашних хозяйств не имеют отношения к семьям, 26,30 % домашних хозяйств состоят из одного человека, 11,20 % домашних хозяйств состоят из престарелых (65 лет и старше), проживающих в одиночестве. Средний размер домашнего хозяйства составляет 2,48 человека, и средний размер семьи — 3,00 человека.
Возрастной состав округа: 24,90 % — моложе 18 лет, 9,40 % — от 18 до 24, 28,90 % — от 25 до 44, 22,50 % — от 45 до 64, и 14,30 % — от 65 и старше. Средний возраст жителя округа — 37 лет. На каждые 100 женщин приходится 93.00 мужчин. На каждые 100 женщин старше 18 лет приходится 88,90 мужчин.
Средний доход на домохозяйство в округе составлял 41 541 USD, на семью — 50 862 USD. Среднестатистический заработок мужчины был 39 857 USD против 25 968 USD для женщины. Доход на душу населения был 20 509 USD. Около 7,20 % семей и 9,80 % общего населения находились ниже черты бедности, в том числе — 12,70 % молодёжи (тех кому ещё не исполнилось 18 лет) и 7,30 % тех кому было уже больше 65 лет.